# گذرنامه نپالی

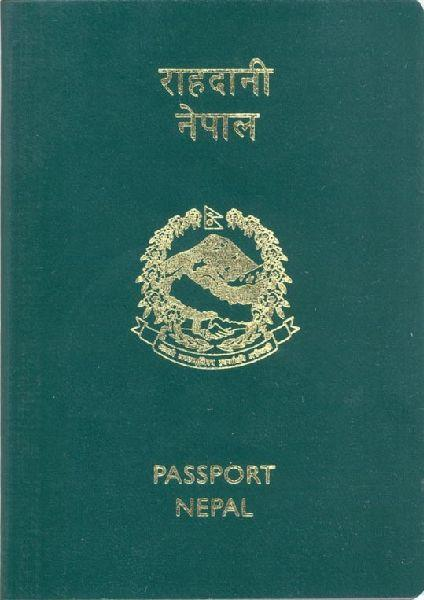
نمایی از یک‌نسخه گذرنامهٔ نپالی در سال ۲۰۱۰

گذرنامهٔ نپالی یک مدرک سفر بین‌المللی است که توسط کشور نپال صادر می‌شود و بنا بر داده‌های سال ۲۰۲۳، دارندگان آن می‌توانستند به ۳۶ کشور دیگر بدون دریافت ویزا سفر کنند یا ویزا را در بدو ورود دریافت نمایند. این گذرنامه بر اساس رتبه‌بندی شاخص گذرنامهٔ هنلی در سال ۲۰۲۳ در رتبهٔ ۱۰۵ قرار داشت.